# Степангородська сільська рада
Степангородська сільська́ ра́да — колишній орган місцевого самоврядування в Володимирецькому районі Рівненської області. Адміністративний центр — село Степангород.

## Загальні відомості
- Степангородська сільська рада утворена в 1987 році.
- Територія ради: 77,99 км²
- Населення ради: 1 821 особа (станом на 2001 рік)
- Територією ради протікає річка Струбла.

## Населені пункти
Сільській раді підпорядковані населені пункти:
- с. Степангород

## Склад ради
Рада складається з 16 депутатів та голови.
- Голова ради: Іваненко Віталій Корнійович
- Секретар ради: Мельник Любов Петрівна

### Керівний склад попередніх скликань
| ПІБ                         | Основні відомості                                                                                   | Дата обрання | Дата звільнення |
| --------------------------- | --------------------------------------------------------------------------------------------------- | ------------ | --------------- |
| Іваненко Віталій Корнійович | Сільський голова, 1959 року народження, освіта середня загальна, член Соціалістичної партії України | 26.03.2006   | 31.10.2010      |
| Іваненко Віталій Корнійович | Сільський голова, 1959 року народження, освіта середня загальна, безпартійний                       | 31.10.2010   |                 |

Примітка: таблиця складена за даними сайту Верховної Ради України